# Guernsey-Jersey-4
Guernsey-Jersey-4 ist die Bezeichnung eines Telekommunikations-Seekabels, welches im Januar 1994 in Betrieb genommen wurde. Es verbindet die zwei britischen Inseln Guernsey und Jersey.
Das Kabel besitzt einer Länge von 36 Kilometern und Landungspunkte in:
1. Saints Bay,  Guernsey
2. Grève de Lecq,  Jersey